# Густав Гайнеман
Густав Вальтер Гайнеман (нім. Gustav Walter Heinemann; 23 липня 1899 — 7 липня 1976) — німецький політик, федеральний президент Німеччини у період з 1969 по 1974 рр. 1 липня 1969 року Гайнеман був обраний на пост Федерального президента. Він був прихильником взаєморозуміння між Сходом і Заходом, а також продовжив політику умиротворення Німеччини з колишніми окупованими країнами Європи, підкріплюючи її своїми міжнародними візитами. Свій пост він залишив в 1974 році через погіршення здоров'я.
Помер Густав Гайнеман 7 липня 1976 року в Ессені.